# Westruper Heide

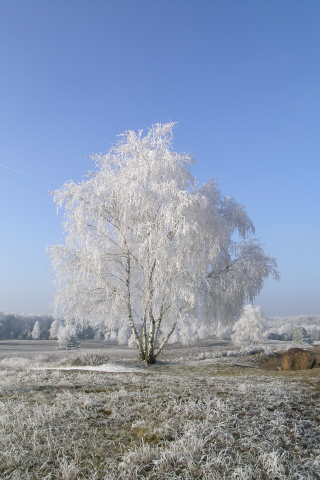
Solitärbirke im Winter

Die Westruper Heide ist ein Naturschutzgebiet in Haltern am See zwischen dem Halterner Stausee und dem namensgebenden Ortsteil Westrup. Sie liegt unweit der Haard.
Das größte Zwergstrauchheidegebiet Westfalens trägt die Kennung RE-013 und ist außerdem als Fauna-Flora-Habitat-Gebiet (FFH) im Natura 2000 mit der Nr. DE-4209-303 ausgewiesen. Es gilt als wichtiger Trittstein im Biotopverbund der Moore und Heiden im südlichen Münsterland.
Begrenzt wird das heute 87,72 ha große Gebiet durch die B 58 im Norden und die L 652 im Osten. Entlang der Straßen gibt es schmale Waldreste als schützende Randbereiche. Südwestlich liegt ein Sandgewinnungsgebiet.

## Entstehung
Die Restfläche der ehemals im Halterner Raum vorherrschenden Sandheiden liegt auf einer nacheiszeitlichen Dünenlandschaft. Starke landwirtschaftliche Nutzung seit dem Mittelalter drängte den ursprünglichen Mischwald durch Brennholznutzung und Viehweidung zurück und reduzierte die Humusschicht durch Plaggendüngung. Der Boden wurde nur noch von genügsamen Pflanzen wie Besenheide oder Wacholder bewachsen. Diese Heidelandschaft ging im Laufe der Industrialisierung des naheliegenden Ruhrgebiets wieder zurück, als für den Ruhrbergbau großflächig Kiefern angepflanzt wurden. Die Stämme waren als Grubenholz sehr begehrt.
Um die einst weitläufige Heidelandschaft für zukünftige Generationen zu erhalten und weiterhin erlebbar zu gestalten, wurden 1936 circa 63 Hektar davon unter Naturschutz gestellt. Die natürliche Wiederbewaldung wurde durch entsprechende landschaftspflegende Maßnahmen verhindert; dazu gehört neben dem Abplaggen auch das extensive Beweiden in den Sommer- und das gezielte Abbrennen in den Wintermonaten.
1979 stellte man einen starken Befall durch den Heidekäfer fest; ein junger Birkenwald hatte durch Schattenwurf die Heidepflanzen geschwächt. Die damalige Landesanstalt für Ökologie, Landschaftsentwicklung und Forstplanung (heute: Landesanstalt für Ökologie, Bodenordnung und Forsten NRW) entwickelte ein neues Pflegekonzept, das unter zahlreicher Beteiligung der Bevölkerung in den nachfolgenden Jahren umgesetzt wurde. Zunächst wurden durch Mulchen die jungen Bäume zerschlagen, dann großflächig die nährstoffreiche Humusschicht entfernt. Die neu nachwachsenden Birken und Kiefern entfernten Schulklassen, Vereine und auch Parteien entsprechend dem Pflegeplan.
Seit 1993 übernehmen 200 Heidschnucken und 10 Ziegen während fünf Monaten des Jahres die Beweidung. Zusätzlich werden im Januar oder Februar die Altflächen durch gezieltes Abbrennen bearbeitet. Die dabei entstehende Asche wirkt als Dünger und verjüngt die Heide.

## Fauna und Flora

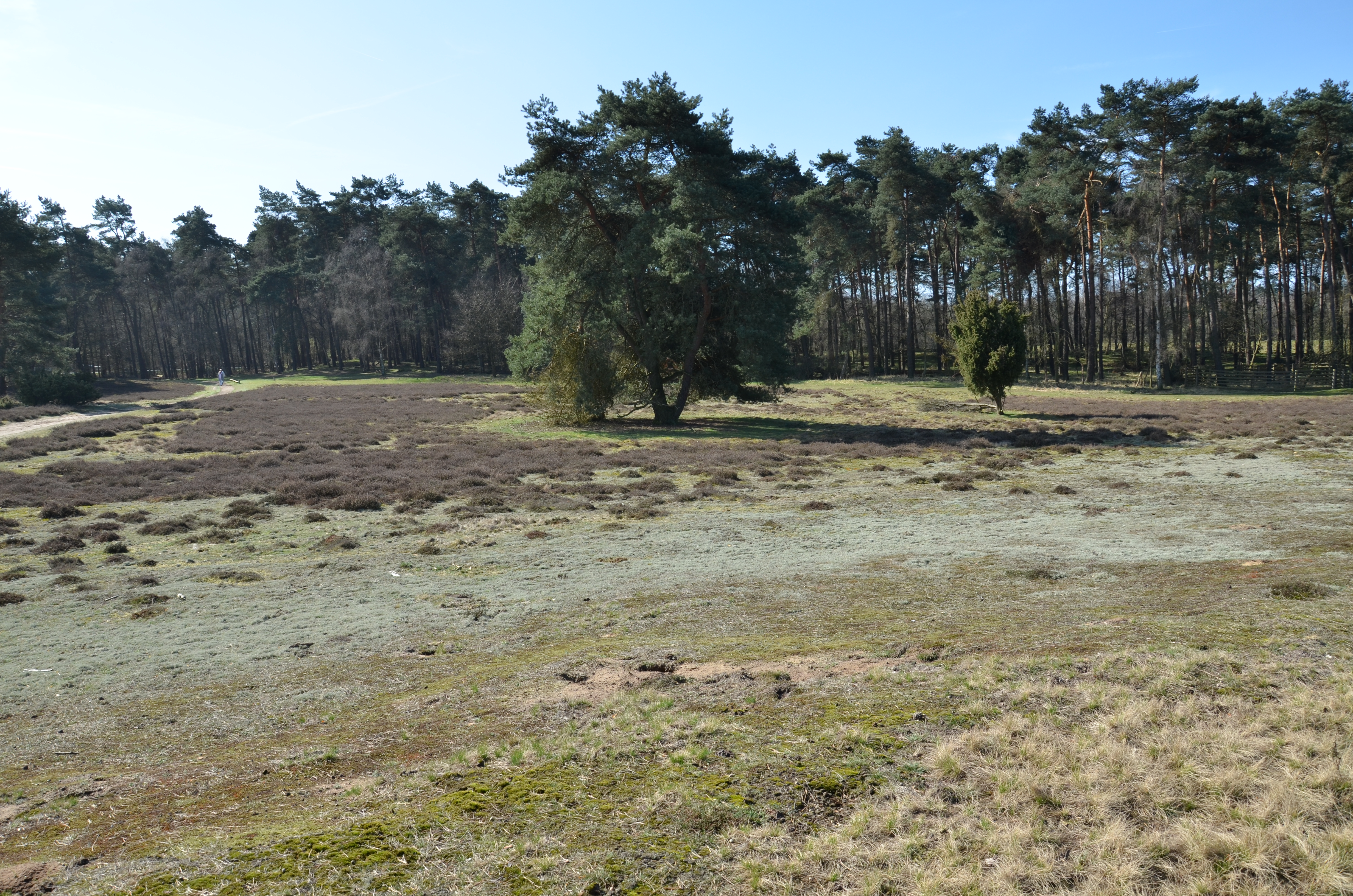
Heide mit Waldrand

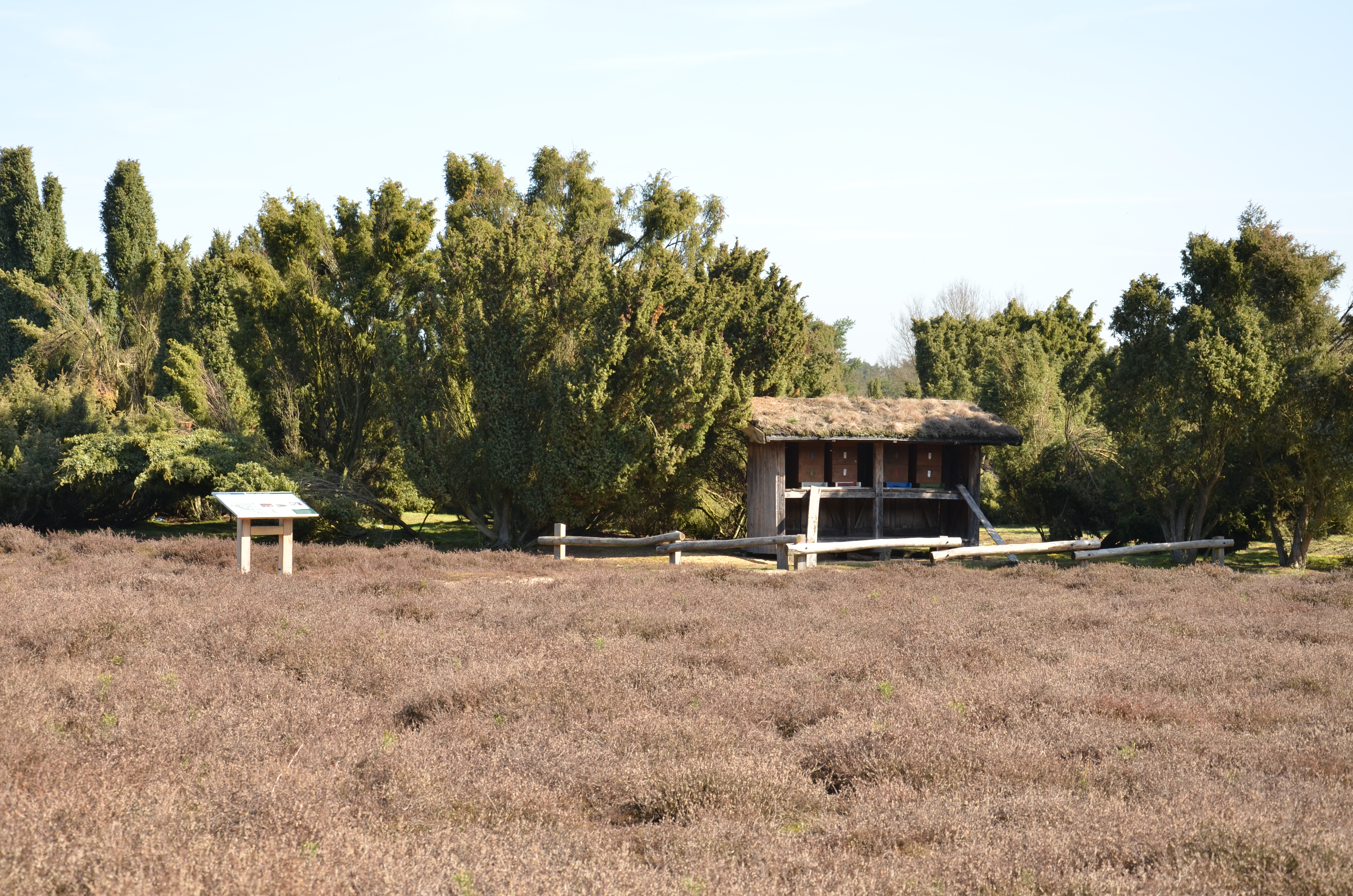
Bienenhaus

Im Gebiet gibt es folgende, besonders schützenswerte Landschaftsausprägungen:
- Sandheiden auf Binnendünen,
- Sandtrockenrasen auf Binnendünen,
- seltene und stark gefährdete Wacholderbestände auf Zwergstrauchheiden bzw. Kalktrockenrasen und
- nährstoffarme Feuchtökosysteme (Heideweiher).

Laut Natura 2000 hat das Gebiet auch Bedeutung für die Lebensräume:
- Hainsimsen-Buchenwälder und
- alte bodensaure Eichenwälder auf Sandebenen.

Neben den bis zu acht Meter hohen Wacholderbüschen gibt es einige Solitärbäume. Außer der Besenheide wachsen noch der Englische Ginster und die Glockenheide sowie verschiedene Flechten und Moosarten.
Insbesondere wärmeliebende Insekten- und Vogelarten sowie Reptilien bevölkern die Heide, zum Beispiel:
- Sandlaufkäfer, Seidenbienen, Grabwespen, Bienenwölfe und Ameisenlöwen,
- Heidelerche, Schwarzspecht, Turteltaube, Schwarzkehlchen, Dorngrasmücke, Waldohreule,
- Schlingnatter, Zauneidechse und verschiedene Heuschreckenarten.

## Freizeitnutzung
Die Westruper Heide ist ein stark besuchtes Naherholungsgebiet, deshalb wird viel Wert auf die Lenkung des Besucherstroms gelegt. An der L 652 am südlichen Zipfel des Gebietes gibt es einen Parkplatz und mehrere an der B 58, an den Straßen selbst herrscht Parkverbot. An den Parkplätzen und Eingängen gibt es Informationstafeln, ab Hotel Seehof ist eine barrierefreie Teilroute für Menschen mit eingeschränkter Beweglichkeit und Sehkraft eingerichtet (taktiler Weg).
Ein Netz von über zehn Kilometern Sandwegen (Dünen-, Bienen- und Wald-Heide-Route) durchzieht das Gelände, die Kreuzungen sind mittels Schleiten hervorgehoben. Diese seitlichen Wegbefestigungen sollen die Entwicklung von Trampelpfaden hemmen, wilde Wege werden durch freiwillige Helfer zurückgebaut.

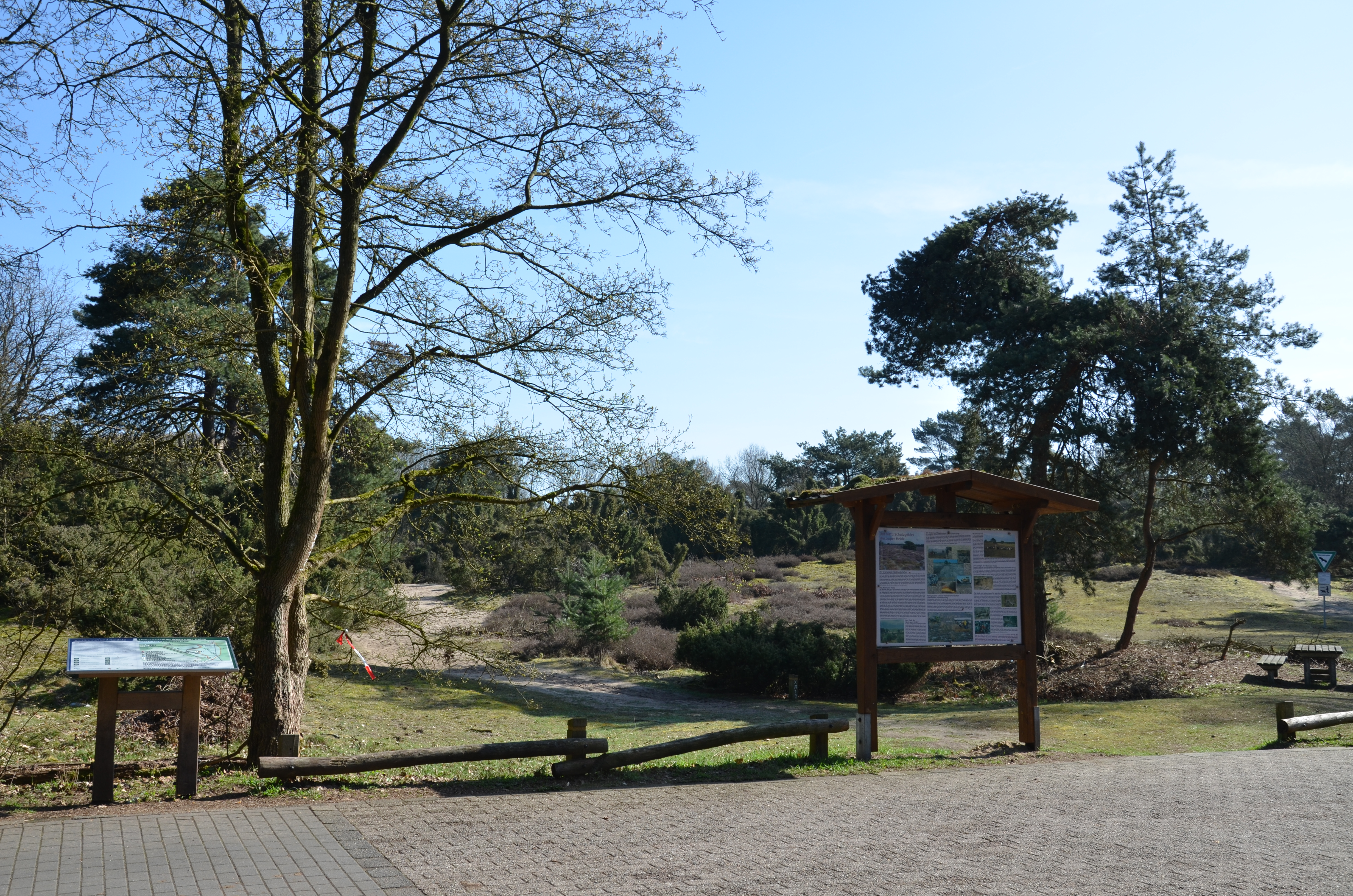
Informationen am Parkplatz …
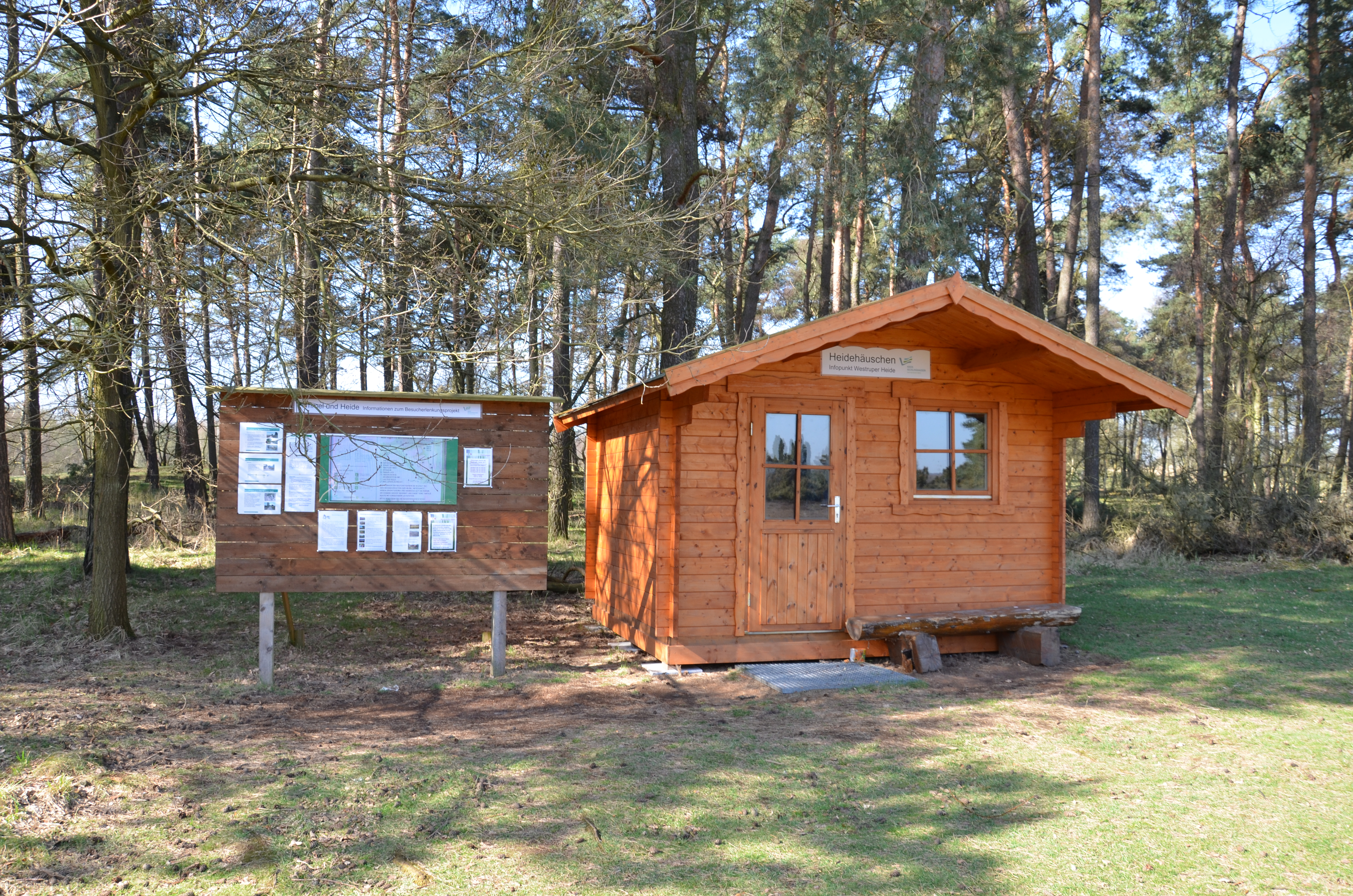
… und am Heidehäuschen
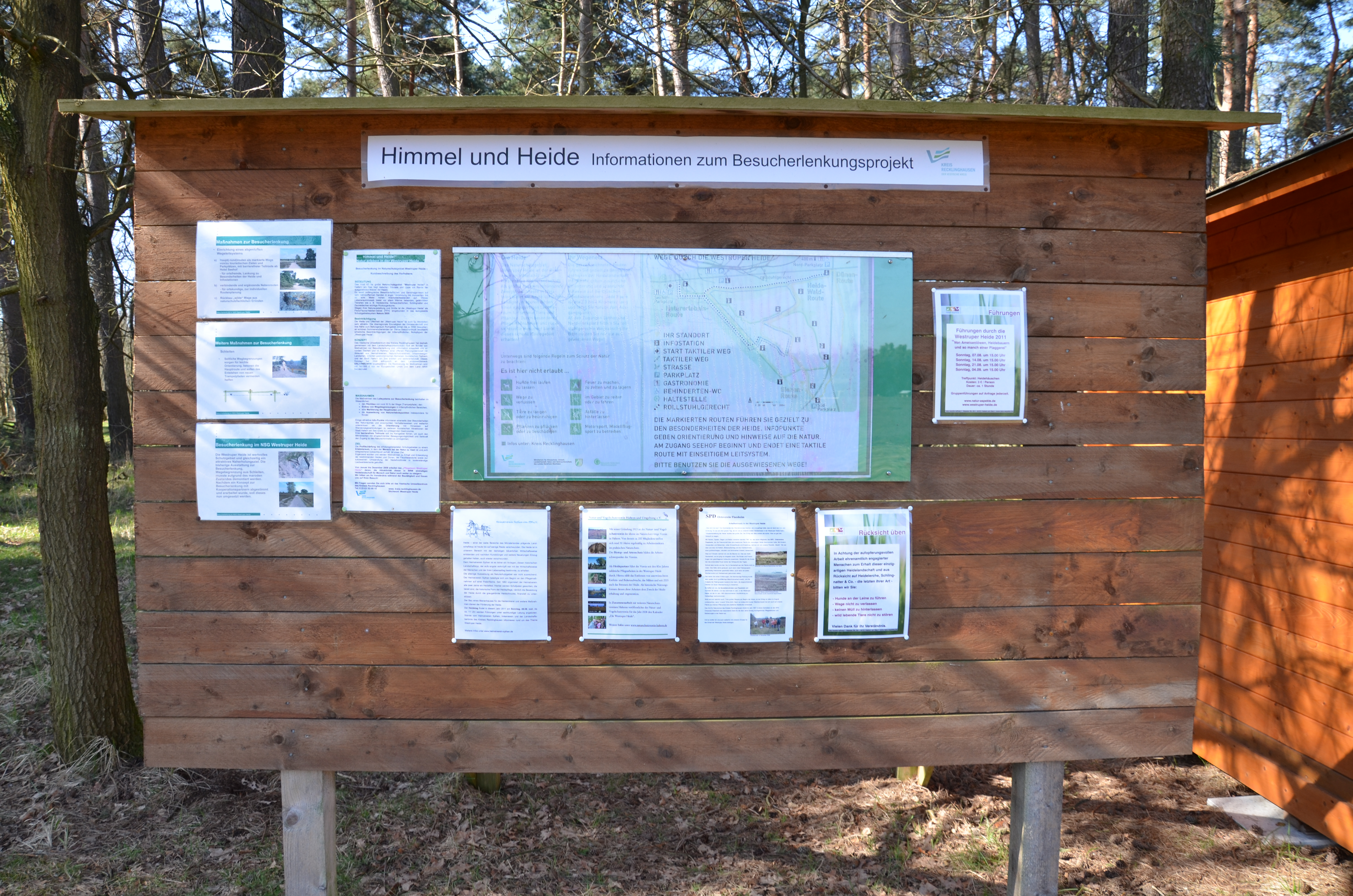
Konzept Besucherlenkung

Das gesamte Konzept der Besucherführung wurde vom Vestischen Umweltzentrum und dem Landschaftsarchitekten Hoff ein Bündel in Zusammenarbeit mit Heimat- und Naturschutzvereinen sowie örtlichen gastronomischen und touristischen Partnern entwickelt und 2008 im Landeswettbewerb Erlebnis.NRW prämiert. Das Land Nordrhein-Westfalen und die Europäische Union fördern die Maßnahmen mit einem Zuschuss von 160.000 Euro. Neben den Wegen und den Informationsangeboten gehört auch die Ausgestaltung von Erlebnispunkten wie der Aussichtdüne und dem Bienenstock zum Konzept.
In den Monaten August und September, zur Zeit der Heideblüte, werden Führungen angeboten. Alle zwei Jahre gibt es ein Heidefest im August. Am Heidetag informieren der Heimatverein Sythen, der Imkerverein, ein Schäfer sowie ein Infomobil des Naturparks Hohe Mark und das Vestische Umweltzentrum über die Naturschutzarbeit in der Westruper Heide.